# Space: 1889
Space: 1889 è un gioco di ruolo steampunk ambientato in un XIX secolo alternativo in cui gli imperi europei hanno colonizzato il sistema solare. Creato da Frank Chadwick e pubblicato originariamente dalla Game Designers' Workshop dal 1988 fino al 1991, quindi ristampato dalla Heliograph nel 2000 e 2001. Nel 2013 è stato ristampato in edizione tedesca dalla Uhrwerk Verlag.
Il nome compare per la prima volta nel 1983 nella colonna Feedback (una sezione dedicata alla proposta di nuove idee per giochi per avere il parere dei lettori) nella rivista Ares Magazine della SPI 1983, come proposta per un wargame su una prima guerra mondiale alternativa. Il nome rimase in mente a Frank Chadwik che l'utilizzo anni più tardi per il gioco di ruolo.

## Ambientazione
Il gioco è ambientato in una storia alternativa nella quale alcune teorie scientifiche dell'Età vittoriana successivamente screditate si dimostrano invece vere ed hanno condotto alla nascita di nuove tecnologie. In questa ambientazione Thomas Edison ha inventato un propulsore che sfrutta l'etere (l'ipotetico mezzo nel quale si propagavano le radiazioni elettromagnetiche, secondo le teorie scientifiche del XIX secolo). Nel 1870 accompagnato dal mercenario scozzese Jack Armstrong, Edison si è recato a bordo di un'astronave equipaggiata con il nuovo propulsore su Marte, scoprendo che è abitato. Per il 1889, l'epoca in cui è ambientato il gioco, le grandi potenze hanno sfruttato l'invenzione di Edison per stabilire colonie sui pianeti interni del sistema solare. Venere e Marte sono stati colonizzati dal Regno Unito, Germania, Francia, Russia, Belgio (solo Marte) e Italia (solo Venere), mentre il Giappone e gli Stati Uniti mantengono delle basi scientifiche su Mercurio.
L'evoluzione sui pianeti si sviluppata progressivamente con la lontananza dal Sole, più lontano è un pianeta, più antica la sua civiltà. Su tutti i pianeti c'è vita e ci sono specie native. Mercurio è primitivo, in rotazione sincrona con il Sole e possiede solo forme di vita rudimentali. Venere è un vasto mondo paludoso dominato da giganteschi rettili e uomini lucertola. La Luna è un mondo morto senz'aria ma che nasconde dei misteri in profondità, sotto la sua superficie. Marte è un antico pianeta in declino, diviso in città stato decadenti e in guerra tra loro, mantenuto in vita da un sistema di canalizzazione in progressivo deterioramento. Vulcano si è distrutto diventando la fascia principale degli asteroidi. A causa delle limitazioni nella tecnologia in uso, i pianeti esterni del sistema solare restano irraggiungibili ed inesplorati.
Uno dei tesori che ha spinto le potenze europee a colonizzare Marte è il "liftwood": una pianta rara con proprietà antigravitazionali che permettono di costruire gigantesche navi volanti. Inizialmente i terrestri usano i galeoni volanti marziani, per poi costruire proprie navi volanti alimentate da motori a vapore.
Poiché la comunicazioni radio non sono ancora state inventate nel 1889, le comunicazioni tra la Terra e Marte sono gestite da stazioni eliografiche orbitanti.
La maggior parte del materiale pubblicato è dedicato a Marte.

## Storia editoriale
L'idea iniziale per l'ambientazione deriva da un'idea per un wargame su una versione alternativa della prima guerra mondiale nelle colonie marziane proposto dalla SPI negli anni ottanta, che avrebbe appunto dovuto intitolarsi Space: 1889. L'idea rimase in testa a Frank Chadwick che la mischiò con altre sue passioni (cita tra le altre John Carter di Marte, Il meraviglioso mago di Oz e i film degli anni sessanta e settanta basati sui lavori di Jules Verne e H.G. Wells
La GDW pubblicò Space: 1889 1989 dalla GDW, supportandolo con diversi supplementi e prodotti di altro tipo (giochi da tavolo e miniature), comunque nonostante fosse la novità e la freschezza dell'ambientazione steampunk non incontrò il successo sperato e la GDW chiuse la linea editoriale l'anno successivo. L'insuccesso fu probabilmente dovute a un regolamento, che pur con alcune semplificazioni rispetto a quelli tipici della GDW, era ancora troppo complesso rispetto a un'ambientazione più casual e leggera. Nel 1996 la GDW in profonda crisi chiuse l'attività prima di essere obbligata a dichiarare bancarotta e i diritti su Space: 1889 andarono a Frank Chadwik.
I diritti per la pubblicazione di ristampe dei manuali originali furono acquisiti dalla Heliograph, mentre la Noise Monster Production acquisì nel 2011 i diritti per la produzione di audiodrammi basati sull'ambientazione. Nel 2010 la Pinnacle Entertainment pubblicò Red Sands, una campagna per Space: 1889 basata sul proprio sistema Savage Wolds
L'editore tedesco Uhrwerk Verlag acquisì i diritti per la pubblicazione di un'edizione tedesca di Space: 1889 basata sul suo regolamento Ubiquity Sytem. Questa edizione modifica leggermente il background originale dell'ambientazione avvicinandola a quella reale e rendendo meno conflittuali i rapporti tra le varie potenze coloniali per permettere ai giocatori di interpretare personaggi di nazionalità diversa che lavorano insieme. Il nuovo regolamento base è stato pubblicato nel 2012. Una campagna su kickstarter per tradurre l'edizione tedesca in inglese si è conclusa con successo.

## Pubblicazioni

### Edizione originale della GDW
- Frank Chadwick (1989). Space: 1889. ISBN 0-943580-80-3. Il manuale base del gioco di ruolo.
- Frank Chadwick e Loren Wiseman (1989). Tales from the Ether. Cinque avventure ambientate sul pianeta e sulla stazione eliografica orbitante britannica.
- Frank Chadwick e Loren Wiseman (1989) More Tales from the Ether. ISBN 1-55878-028-9. Altre avventure su Marte e Venere. Include regole di combattimento semplificate tra le navi.
- Lester Smith (1989). Beastmen of Mars. ISBN 1-55878-022-X. Una campagna che esplora le decadenti tribù marziane e alcuni misteri del pianeta.
- Marcus Rowland (1990). Canal Priests of Mars. ISBN 1-55878-039-4. Una campagna che inizia sulla Terra e include un viaggio verso Marte a bordo dell'astronave di linea Princess Alexandra e termina con un finale a sorpresa. La versione pubblicata è stata tagliata di circa un terzo rispetto al manoscritto originale. La Heliograph nell'agosto 2009 ha pubblicato The Complete Canal Priests of Mars che recupera tutto il testo originale, con nuove illustrazioni.
- John Theisen (1990). Steppelords of Mars. Manuale sulle tribù nomadi di Marte. Include un'avventura in cui personaggi devono raccogliere informazioni sulle tribù marziane per i servizi segreti britannici.
- Ed Andrews (1989). Caravans of Mars. ISBN 1-55878-023-8. Manuale sui carovane e i mercanti su Marte.
- Frank Chadwick (1889). Cloud Captains of Mars. ISBN 1-55878-043-2. Dettagli sui pirati del cielo di Marte.
- Frank Chadwick (1989). Conklin's Atlas and Handy Manual of the Worlds. ISBN 1-55878-024-6. Una guida ai pianeti, incluse mappe e informazioni sulla Terra.
- Frank Chadwick (1989). Soldier's Companion. ISBN 1-55878-026-2. Regole per il combattimento terrestre.
- Frank Chadwick. Ironclads and Ether Flyers. Regole per il combattimento aeronavale.
- Gary E. Smith (1989). The Liftwood conspiracy. Pubblicato su licenza dalla 3W. Un'avventura riguardo al contrabbando di Liftwood e agli uomini bestia di Marte.
- Materiale aggiuntivo pubblicato sulla rivista della GDW Challenge.

### Ristampe a cura della Heliograph
- Introduction to Space: 1889. Libretto di sedici pagine di introduzione al sistema, già pubblicato in Sky Galleons of Mars
- (2000). Beastmen of Mars/Canal Priests of Mars. ISBN 1-930658-03-6
- (2000). Cloud Captains of Mars/Conklin's Atlas of the Worlds. ISBN 1-930658-00-1
- (2000). Sky Galleons of Mars/Cloudships and Gunboats. ISBN 1-930658-04-4. Ristampa dei regolamenti di combattimento, non include planimetrie delle navi, miniature, ec.
- Frank Chadwick (2001). Soldier's Companion. ISBN 1-930658-10-9
- Materiale aggiuntivo pubblicato sulla rivista online Heliograph - Transactions of the Royal Martian Geographical Society, successivamente raccolto in volumi in formato PDF.

### Savage Worlds
- (2010). Space 1889: Red Sands. Pinnacle Entertainment Group. Una campagna pubblicata in forma di manuale a copertina rigida che utilizza il regolamento Savage Worlds. Gli avventurieri devono affrontare le trame di una banda di cultisti, seguendo le loro tracce in tutto il sistema solare[10]

### Ubiquity System
Nuova edizione della Uhrwerk Verlag tedesca, con grafica rinnovata e basata sul sistema di gioco Ubiquity:
- Jeff Combos, Patric Götz, David Grashoff, Andrew McColl (2011). Space: 1889 - Schnellstartregeln & Abenteuer
- Unter Hochdruck. Raccolta di quattro avventure
- Space: 1889 Spielleiterschirm. schermo del master
- Ätherklänge. Raccolta di musica per l'ambientazione
- Timothy B. Brown, James L. Cambias e Adrian Praetorius (2103). Äther, Dampf und Stahlgiganten. Una raccolta di otto brevi avventure basate su scenari precedentemente pubblicati su Challenge

La versione in inglese del manuale è stata pubblicata in formato PDF nell'Ottobre 2014, ed in formato cartaceo nel novembre 2015 dalla Clockwork Publishing, che ha anche pubblicato:
- Game Master's Screen (accessorio per il regolamento)
- London Bridge has Fallen Down (avventura)
- The Strange Land (avventura)
- Venus (ambientazione supplementare per il pianeta Venere)
- Marvel of Mars (ambientazione supplementare per il pianeta Marte)

## Prodotti collegati
- Giochi da tavolo:
  - Frank Chadwick, Marc W. Miller, Loren K. Wiseman (1988). Sky Galleons of Mars. Wargame tridimensionale combattimenti tra le navi volanti su Marte. Include due grandi mappe, miniature in cartoncino delle navi e il regolamento.
  - Frank Chadwick (1989). Cloudships and Gunboats. Wargame che riproduce le azioni di abbordaggio tra navi volanti.
  - Frank Chadwick, Lester Smith (1989). Temple of the Beastmen. Gioco da tavolo in cui i giocatori controllano degli avventurieri che si avventurano nelle miniere del re marziano Gnaashriik per liberare gli schiavi.

La Heliograph ha ristampato le regole di Sky Galleons of Mars e Cloudships and Gunboats, ma non i componenti del gioco stessi.
- Regolamenti da wargame trideimensionale:
  - Frank Chadwick (1989). Soldier's Companion. Wargame tridimensionale per il combattimento terrestre da usare come gioco a sé stante o da integrare nel gioco di ruolo. Include liste dettagliate degli eserciti, così come regole per i tripodi e i juggernaut terrestri.
  - Frank Chadwick (1990). Ironclads and Ether Flyers. Wargame tridimensionale di combattimento aeronavale da usare come gioco a sé stante o da integrare nel gioco di ruolo. Include liste dettagliate delle navi da guerra storicamente operative nel 1889, e degli immaginari velivoli legati al gioco di ruolo.

### Miniature
La GDW pubblicò una linea di miniature scala 25 mm scolpite da Bob Murch della RAFM, collettivamente chiamate Adversary, che includono Soldiers of the Queen (una compagnia di 20 soldati di fanteria britannica), Legions of Mars (una banda di guerra di 20 marziani), Kraag Warriors (20 alti marziani, 10 in volo e 10 a terra), e Victorian Adventurers (10 diverse miniature rappresentanti i personaggi visti in Temple of the Beastmen). La RAFM vende tuttora le miniature sebbene la composizione del set Victorian Adventurers sia cambiata. Nel 2002 ha pubblicato miniature di fanteria coloniale marziana, gruppo di artiglieria e nuovi gashant (un animale da monta marziano), marziani delle colline e dei canali.
Una linea di miniature in scala 15 mm è commercializzata dall'Highlander Studios.

### Videogiochi
La Paragon pubblicò un videogioco dello stesso nome, sviluppato su licenza della GDW per Amiga, Atari ST e PC.

### Audiodrammi
Nel 2005 la Noise Monster Productions, gestita da Big Finish pubblicò quattro audiodrammi su CD ambientati nel mondo di Space: 1889 su licenza esclusiva di Frank Chadwick. Le prime tre storie pubblicate formano The Mars Trilogy, mentre la quarta The Lunar Inheritance è un racconto a sé. Ognuna fu pubblicata su un singolo CD della durata approssimativa di 70 minuti.
- Jonathan Clements (2005). Red Devils
- James Swallow (2005). The Steppes of Thoth
- Marc Platt (2005). The Siege of Alclyon
- Andy Frankham-Allen e Richard Dinnick (2006). The Lunar Inheritance

### eBooks
Dal settembre 2011 la Untreed Reads Publishing ha pubblicato una serie di libri in formato elettronico intitolati Space: 1889 & Beyond a cura di Andy Frankham-Allen.
La prima serie si svolge dall'aprile al dicembre 1889:
- Journey to the Heart of Lunadiy Andy Frankham-Allen
- Vandals on Venus di K.G. McAbee
- The Ghosts of Mercury di Mark Michalowski
- Abattoir in the Aether di L. Joseph Shosty
- A Prince of Mars by Frank Chadwick
- Dark Side of Luna di J.T. Wilson e Frank Chadwick

La seconda serie si svolge dal dicembre 1889 all'ottobre 1890, avanzando per la prima volta l'ambientazione oltre la data canonica del 1889.
- Conspiracy of Silence di Andy Frankham-Allen e Frank Chadwick
- Mundus Cerialis di Andy Frankham-Allen e Sharon Bidwell (basata su un'idea di Paul Ebbs)
- Leviathans of the Clouds di Steven Savile e David Parish-Whittaker
- A Fistful of Dust di Sharon Bidwell
- The Forever Journey di Paul F. Gwyn (basata su un'idea di Mark Michalowski)
- Horizons of Deceit di Jonathan Cooper

Della terza serie sono stati pubblicati solo due dei previsti sei titoli:
- Horizons of Deceit Book II di Andy Frankham-Allen & Jonathan Cooper
- The Draco Eye di Sharon Bidwell

Al di fuori di questa serie, ma sempre ambientato all'interno del canone di Space 1889, è stato pubblicato anche il romanzo The Forever Engine di Frank Chadwick, ambientato nel 1888

### Cinema
Il film Space 1889: The Secret of Phobos (2018, regia di Nicolas Mendrek) è ambientato in Space: 1889.